# متحف الأستاذ إبراهيم مفتاح
متحف ابراهيم مفتاح هو متحف تاريخي بجزيرة فرسان في منطقة جازان ويمتلكه المؤرخ والشاعر إبراهيم بن عبدالله مفتاح. يضم المتحف مجموعة نادرة من القطع التاريخية ومخطوطات ووثائق عن تاريخ جزيرة فرسان منذ الفترة الرومانية وما بعدها. كما يضم المتحف شواهد قبور نحت على أحدها صليب يرجح أنه للعصر الذي كانت المسيحية سائدة في المنطقة. يحتوي المتحف على ملابس نسائية وحلي وأدوات زينة خاصة بالمرأة والمصنوعات الجلدية وأدوات منزلية مصنوعة من سعف النخيل وكراسي خشبية.

## تصميم المتحف
ذكر إبراهيم مفتاح أن تصميم المتحف "مستوحى من الطراز المعماري الفرساني القديم، ويتجلى ذلك في النقوش المرسومة على الجدران والأسقف".

## محتويات المتحف
من محتويات متحف مفتاح:
- صورة لحجر منحوت يعود تاريخه لأكثر من ألفي عام.
- عملة حميرية مكتوب عليها بخط مسند جنوبي حميري ويعود تاريخها إلى نحو ألفي عام.
- صورة لحجر عليه كتبات باللاتينية القديمة يعود تاريخه إلى عام 120م.
- مخطوطات يعود أقدمها إلى العام 1256هـ.[3][4]

## روابط خارجية
- متحف مفتاح .. عراقة وتراث يحكى تاريخ محافظة فرسان